# Enonsaari (ö i Päijänne-Tavastland)
Enonsaari är en ö i Finland. Den ligger i sjön Vesijärvi och i kommunen Lahtis i den ekonomiska regionen  Lahtis ekonomiska region  och landskapet Päijänne-Tavastland, i den södra delen av landet, 100 km norr om huvudstaden Helsingfors. Öns area är 47,4 hektar och dess största längd är 1,1 kilometer i sydöst-nordvästlig riktning.   Runt Enonsaari är det i huvudsak tätbebyggt.